# Dartchery op de Paralympische Zomerspelen
Dartchery is een van de sporten die op het programma van de Paralympische Spelen hebben gestaan.
Dartchery stond vanaf de eerste Spelen (in 1960) op het programma, en voor het laatst op dat van de Spelen van 1980 in Arnhem.
Dartchery is een sport die bestaat uit een mix van darten en boogschieten; er wordt met een boog op een dartbord geschoten.